# Proboštov
Obec Proboštov (německy Probstau) se nachází v okrese Teplice v Ústeckém kraji, zhruba 3 km severně od Teplic. Žije v ní přibližně 2 700 obyvatel.

## Historie
První písemná zmínka o obci pochází z roku 1350.

## Obyvatelstvo
|                                                        | 1869 | 1880 | 1890 | 1900  | 1910  | 1921  | 1930  | 1950  | 1961  | 1970  | 1980  | 1991  | 2001  | 2011  | 2021  |
| ------------------------------------------------------ | ---- | ---- | ---- | ----- | ----- | ----- | ----- | ----- | ----- | ----- | ----- | ----- | ----- | ----- | ----- |
| Obyvatelé                                              | 240  | 614  | 947  | 1 705 | 2 256 | 2 677 | 3 519 | 2 175 | 2 734 | 2 336 | 2 183 | 1 933 | 2 079 | 2 313 | 2 383 |
| Domy                                                   | 38   | 66   | 87   | 117   | 160   | 175   | 326   | 383   | 472   | 434   | 454   | 478   | 532   | 629   | 717   |
| Data z roku 1961 zahrnují i domy místní části Přítkov. |      |      |      |       |       |       |       |       |       |       |       |       |       |       |       |

## Obecní správa
Mezi lety 1869–1890 Proboštov byl osadou obce Novosedlice a od roku 1900 je samostatnou obcí.

### Části obce
- Proboštov
- Přítkov

### Obecní symboly
Znak a vlajka byly obci uděleny rozhodnutím předsedy Poslanecké sněmovny Parlamentu České republiky dne 9. dubna 2002.

### Starostové
- Alenka Antošová
- Zdeňka Chládková
- Jana Životová

## Doprava
Prochází tudy železniční trať Ústí nad Labem - Chomutov se zastávkou Proboštov. Zastavují zde osobní vlaky v půlhodinovém až hodinovém intervalu a některé vlaky spěšné.
Obec je obsluhována autobusovými linkami 481, 482 a 494, které přes Novosedlice jedou do středu města Teplice (Hlavní nádraží/ Benešovo náměstí) případně pokračují přes Prosetice, Bystřany do Rtyně n.Bílinou a Bořislavi. Dále je obsluhována trolejbusovou linkou MHD Teplice 102 která jede přes Proboštov žel.st. Přes město Teplice až do Hudcova (jde ale pouze o 6 spojů v pracovních dnech.)

## Pamětihodnosti
- Kaple svatého Antonína Paduánského. Kaple s nástavcem se zvonem nad průčelím stojí na návsi v obci při průjezdní silnici.
- Dub v Proboštově, památný strom v ulici Na Pěnkavce na severovýchodním okraji obce

## Osobnosti
- František Josef Havelka (1882-1947), český malíř, grafik, publicista a zeměpisec.
- Karel Bubla (1906–1944), protifašistický odbojář popravený nacisty
- Roman Postl (1969–2008), sériový vrah